# Gosfrido de Maine
Gosfrido de Maine (murió en 878) fue tanto conde de Maine y margrave de la marca normanda desde 865 hasta su muerte. Fue hijo de Rorgon de Maine y su esposa Bichilda.
En 861, Carlos el Calvo, rey de Francia Occidental creó la marca de Neustria, combinando la marca normanda y la marca bretona. Fueron otorgadas a Adalardo el Senescal y Roberto el Fuerte respectivamente. Gosfrido y su hermano Rorgon II, quien fue conde de Maine en aquella época, se rebeló contra Roberto. Los dos hermanos se aliaron con Salomón de Bretaña en oposición a Roberto el Fuerte.
En 865, Rorgon II falleció y Gosfrido se convirtió en el nuevo conde de Maine. El mismo año, Carlos el Calvo privó a la familia de Adalardo de su tierra en Neustria, y lo entregó a Gosfrido.
Tuvo varios hijos:
- Gauzlin (fallecido en 914), conde de Maine
- Gauzberto (fl. 912)

A su muerte en 878, las tierras de Gosfrido pasaron a su primo Ragenoldo, porque los hijos de Gosfrido fueron demasiado jóvenes para sucederlo.